# Samatsjablo
Samatsjablo (Georgisch: სამაჩაბლო) is een historische regio in Sjida Kartli in Georgië dat zich nu geheel in Zuid-Ossetië bevindt. De naam Samatsjablo (letterlijk: "van Matsjabelli") komt voort uit de Georgische aristocratische familie van Matsjabelli die ooit het gezag voerde over dit gebied, binnen het koninkrijk Kartlië
Tijdens het Georgisch-Ossetisch conflict in de late jaren 1980 en begin jaren 1990 werd de naam Samatsjablo nieuw leven ingeblazen door de Georgisch-nationalitische regering van Zviad Gamsachoerdia nadat zij de Zuid-Osseetse autonomie hadden ingetrokken. Later werd echter officieel het minder beladen begrip "Tschinvali Regio" geïntroduceerd voor het hele gebied, naar de belangrijkste stad van het gebied, maar zonder enige bestuurlijke status.